# Let's Get Loud
"Let's Get Loud" é uma canção da cantora Jennifer Lopez, do seu álbum de estreia, On the 6 de 1999, lançado como single apenas  na Europa e na Austrália em 2000. Essa música foi indicada ao Grammy Awards na categoria Best Dance Recording em 2001.

## Videoclipe
O videoclipe foi dirigido por Jeffrey Doe e foi filmado na Copa do Mundo de Futebol Feminino de 1999 no Rose Bowl, em Pasadena, Califórnia. A performance ao vivo aconteceu no dia 27 de Janeiro de 2000.

## Informação da canção
A canção foi originalmente escrita para a cantora Gloria Estefan, mas ela era um pouco semelhante a muitas de suas canções anteriores. Então Jennifer Lopez decidiu que poderia pôr um ritmo novo na canção, para que ela pudesse se divertir com ela. Embora a música nunca foi lançada oficialmente nos Estados Unidos, ela é considerada como a canção assinatura de Jennifer Lopez.

## Faixas e formatos
Europa CD single
1. "Let's Get Loud" (Album Version) – 3:58
2. "Let's Get Loud" (Kung Pow Radio Mix) – 3:57

Europa CD maxi single
1. "Let's Get Loud" (Album Version) – 3:58
2. "Let's Get Loud" (Kung Pow Radio Mix) – 3:57
3. "Let's Get Loud" (Castle Hill Club Mix) – 8:08
4. "Let's Get Loud" (Matt & Vito's Live Your Life Radio Edit) – 4:11

Austrália CD single
1. "Let's Get Loud" – 3:58
2. "Let's Get Loud" (Kung Pow Radio Mix) – 3:57
3. "Let's Get Loud" (Castle Hill Club Mix) – 8:08
4. "Let's Get Loud" (D.MD Strong Club) – 10:32
5. "Let's Get Loud" (Matt & Vito's Live Your Club Mix) – 11:19